# Бартоломей, Михаил Фёдорович
Михаил Фёдорович Бартоломей (1836—1895) — русский дипломат, действительный статский советник.
Выходец из старинного дворянского рода немецко-итальянского происхождения, сын псковского губернатора Ф. Ф. Бартоломея. В 1854 году окончил Александровский лицей.
С 1858 года служил помощником секретаря в Российской дипломатической миссии в Константинополе. С 1860 года — младший секретарь миссии в Константинополе. В 1862—1865 годах — секретарь миссии в Тегеране. В 1865—1868 годах — первый секретарь канцелярии МИД, в 1869 году — чиновник особых поручений для пограничных сношений при Наместнике Кавказа. В 1870—1879 годах — советник Российского посольства в Лондоне. В 1880 году — посланник в Греции, в 1880—1882 годах — в США, с января по ноябрь 1882 года — посланник в Японии.
В 1882 году стал действительным членом Русского исторического общества. Организовал публикацию дипломатических документов XVIII в. по истории российско-британских отношений.